# Товариство взаємної допомоги працюючих жінок
Товариство взаємної допомоги працюючих жінок — українська феміністична організація часів Російської імперії, заснована у 1906 році в Києві.
Засновницями цієї організації стали польки, росіянки, українки. Серед них графиня А. Плятер, О. Косач, Л. Щербачева, В. Приходько. Товариство мало на меті поліпшення матеріального становища своїх членкинь та зуміло організувати такі види підтримки, як: юридична консультація, дитячий садок, комерційні курси.
Керівництво: 
- Голова — Довнар-Запольська Надія Іллівна, була також активною учасницею київського відділення Тетянинського комітету (організації, що займалася допомогою постраждалим від Першої світової війни)[1].
- Віцеголова Георгієвська М. М.,
- Секретарка Крупнова Н. А.,
- Помічниця секретаря Розова Н. А.,
- Казначей Плятер А. К.

Організації жіночої взаємодопомоги зародились у 1860-х під впливом ідей ліберального фемінізму. Вони об’єднували жінок за професійною ознакою – товариства акушерок, вчительок, швачок, і допомагали їм в різних галузях життя, ставши потужним фактором становлення жіночої самосвідомості і солідарності. Товариства взаємодопомоги, взаємної благодійності, трудової допомоги та інші стали з’являтись у Києві, Харкові, Одесі. Найрозповсюдженішими напрямками їх роботи були пошук працевлаштування, дешевого житла та столових, організація додаткового навчання, влаштування дитсадків, фінансова допомога зі спільної каси. 